# Torre del Rotolo
La Torre di fra Giovanni o Torre del Rotolo o del Ruotolo si trova sulla punta Rotolo, tra l'Addaura e Vergine Maria, sul Lungomare Cristoforo Colombo n. 1624 in località Vergine Maria, borgata marinara di Palermo.

## Storia
Venne eretta per volere della real corte nei primi decenni del XV secolo.
Era una delle torri costiere di avvistamento  di "corta distanza" insieme alla torre di Capo Zafferano, alla torre del Fico d'india, alla torre di Punta di Priola, alla torre della Tonnara di Vergine Maria e alla torre della Tonnara di Mondello.
Oggi è di proprietà della città metropolitana di Palermo.

## Descrizione
La torre del Rotolo è una torre primitiva e poco efficiente: di struttura esile e dimensioni ridotte, poco adatta a sostenere l'artiglieria, era inoltre priva di cisterna per la raccolta dell'acqua potabile, per cui era difficile resistere agli attacchi nemici. La successiva Torre della Tonnara di Mondello, sperimentando un modello architettonico più razionale, segnò una svolta nel sistema difensivo costiero palermitano.
Versa in uno stato di conservazione non ottimale.